# Alphonse de Rasse
Alphonse Alexandre Paul Narcisse Joseph de Rasse (Doornik, 18 juni 1813 - aldaar, 2 mei 1892) was een Belgisch politicus.

## Biografie

### Familie
Alphonse de Rasse was een zoon van Charles de Rasse (1774-1818), burgemeester van Doornik en lid van de Provinciale Staten van Henegouwen, en Charlotte Lefèbvre. Hij trouwde in 1836 in Doornik met Alodie Lefebvre (1813-1883), dochter van baron Léopold Lefebvre, industrieel, gemeenteraadslid van Doornik, lid van de Provinciale Staten en provincieraadslid van Henegouwen en senator. Ze kregen zes kinderen, waaronder:
- Léopoldine de Rasse (1838-1918), trouwde in 1863 in Doornik met Adolphe Gautier (1834-1915), administrateur-generaal van de Dienst voor de Veiligheid van de Staat. Hij kreeg in 1885 toelating voor zichzelf en zijn zoons om de naam van zijn echtgenote aan hun naam toe te voegen. Ze kregen twee zoons, met nakomelingen, maar de tak doofde in 1956 uit.
- Marie-Caroline de Rasse (1840-1921), trouwde in 1859 in Doornik met ridder Pascal de Wyels (1822-1907), officier, zoon van ridder Charles-Jean de Wyels, kolonel van de Burgerwacht en burgemeester van Loonbeek. Ze kregen een zoon en drie dochters, met afstammelingen tot heden.
- Pauline de Rasse (1843-1905), trouwde in 1867 in Doornik met Oscar van de Walle (1839-1898), arrondissementscommissaris van Oudenaarde en provincieraadslid van Oost-Vlaanderen, zoon van Richard van de Walle, advocaat en bestuurder van het discontokantoor van de Nationale Bank van België in Brugge. Ze kregen een zoon en zeven dochters, met afstammelingen tot heden.
- Henri de Rasse (1845-1870), advocaat, trouwde in 1870 in Brussel met Émilie Van Volxem (1850-1929), dochter van Joseph Van Volxem, advocaat, volksvertegenwoordiger en burgemeester van Laken. Ze kregen een dochter, met afstammelingen tot heden.

De laatste naamdrager is in 1947 gestorven.
De Rasse verkreeg in 1844 opname in de adelstand met de op de eerstgeborene overdraagbare titel van ridder, in 1861 de titel van baron en in 1871 de overdraagbaarheid van de titel op al zijn nakomelingen.
Hij was een broer van baron Jules de Rasse, diplomaat en volksvertegenwoordiger.

### Loopbaan
De Rasse was doctor in de rechten (1833) en werd advocaat en plaatsvervangend rechter de rechtbank van eerste aanleg in Doornik. Hij werd gemeenteraadslid (1839), schepen van Openbare Werken (1841-1855) en burgemeester (1855-1868) van Doornik. Hij werd ook liberaal senator (1858-1870) voor het arrondissement Doornik. In 1870 zegde hij vaarwel aan politieke functies.
Hij werd in 1870 werd effectief lid van de Raad van Adel, waarvan hij in 1888 voorzitter werd.